# Dörrberg
Dörrberg ist ein Ortsteil von Gräfenroda in der Landgemeinde Geratal im Ilm-Kreis (Thüringen).

## Geografie

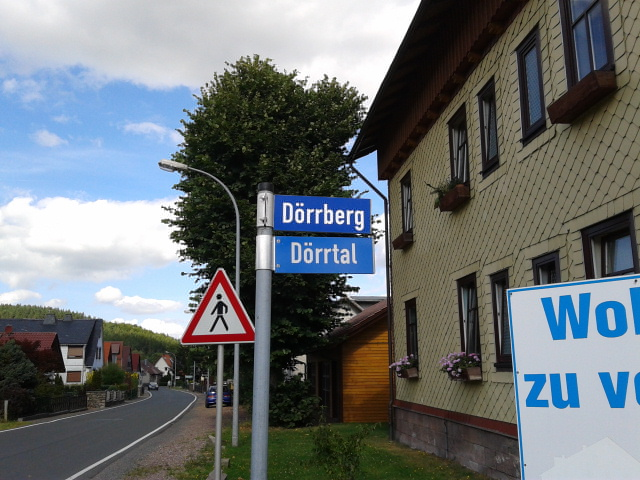
Dörrberg und Dörrtal

Dörrberg ist kein eigenständiger Ort, sondern lediglich eine Ansiedlung im Tal der Wilden Gera oberhalb von Gräfenroda in etwa 430 Metern Höhe. Östlich vom Tal der Wilden Gera zweigt das nach Geschwenda führende Dörrtal ab, in das sich die Siedlung ebenfalls erstreckt. Angrenzende Berge sind auf der Ostseite der Wilden Gera der Schiebigenberg (517 m) im Norden und der Dörrberg (568 m) im Süden und westlich des Flusses der Bergmannskopf (616 m) sowie der Waldsberg (701 m) mit dem Bärenstein. Südlich von Dörrberg liegt das Raubschloss. Ein Teil der Siedlung Dörrberg im Dörrtal gehört administrativ nicht zur Gemeinde Gräfenroda, sondern zur Gemeinde Geschwenda, sodass durch Dörrberg von 1952 bis 1990 die Grenze zwischen dem Bezirk Erfurt (Gräfenroda) und dem Bezirk Suhl (Geschwenda) verlief.

## Geschichte
Dörrberg entstand aus einer Ansiedlung mit einem Forsthaus und verschiedenen Sägemühlen im Amt Schwarzwald gegen Ende des 17. Jahrhunderts. Im 20. Jahrhundert wuchs die Siedlung mit Gräfenroda im Norden zusammen, sodass die Grenze zwischen beiden nicht mehr klar festgelegt werden kann. 1919 wurde Dörrberg nach Gräfenroda eingemeindet. Bis 1920 befand sich Dörrberg im Grenzgebiet zwischen Sachsen-Gotha und Schwarzburg-Sondershausen. Ein größerer Entwicklungsschub setzte nach dem Eisenbahnanschluss 1884 ein.

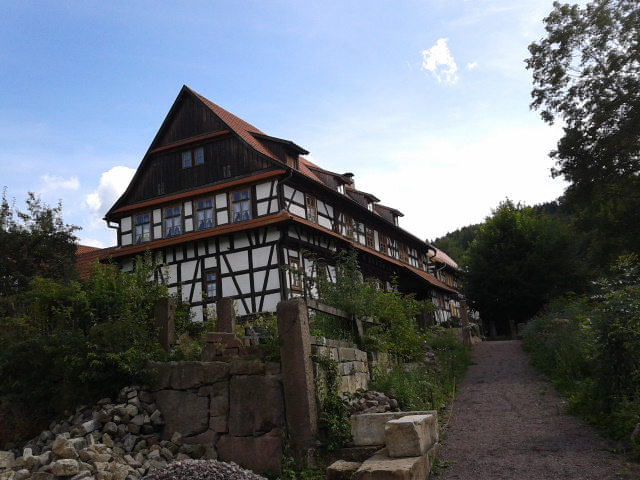
Gundermann-Haus

Ein bedeutendes Bauwerk in Dörrberg ist das Gundermann-Haus, ein 1685 erbautes Fachwerk-Forsthaus. Wenig südlich steht die 110 Meter hohe Talbrücke Wilde Gera der Bundesautobahn 71.

## Wirtschaft und Infrastruktur
Geprägt ist Dörrberg durch die Forstwirtschaft und holzverarbeitende Industrie. Außerdem befinden sich hier eine Gaststätte und eine Jugendherberge.
Dörrberg liegt an der Straße von Gräfenroda durchs Tal der Wilden Gera nach Oberhof und Gehlberg. Die Straße durchs Dörrtal nach Geschwenda ist unbefestigt. Seit 1884 verfügt Dörrberg über einen Haltepunkt an der Bahnstrecke Neudietendorf–Ritschenhausen, der alle zwei Stunden von einer Süd-Thüringen-Bahn nach Erfurt und Meiningen bedient wird.

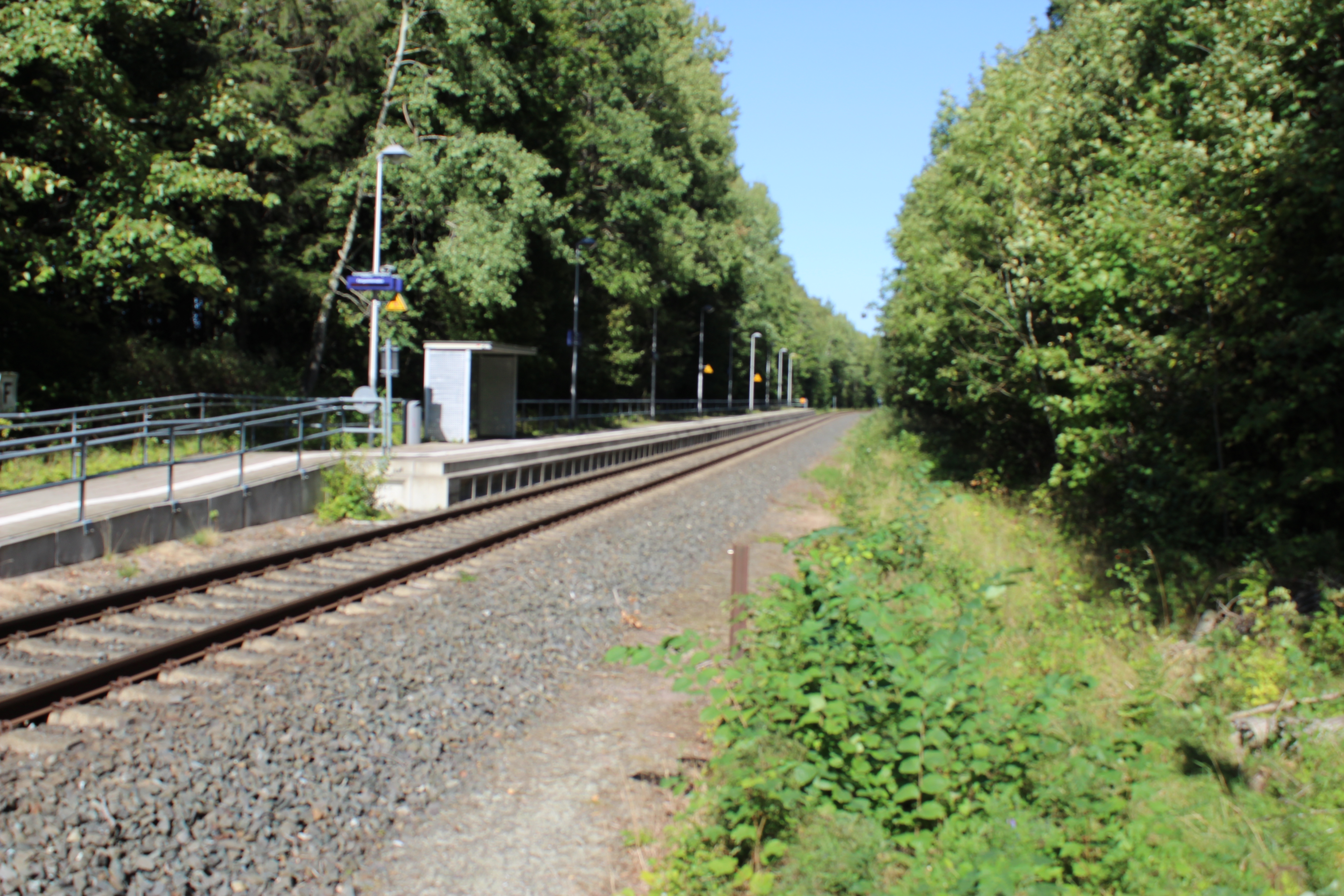
Haltepunkt Dörrberg (2018)